# Abdylas Maldybaev
Abdylas Maldybaev (Kara-Bulak, 7 luglio 1906 – Biškek, 1º luglio 1978) è stato un compositore sovietico di etnia kirghisa.

## Pagine musicali
- Adzhal orduna (1938)
- Ajchurek (1939)
- Patrioty (1941)
- Manas (1946)
- Toktogul (1958)